# Прунскус, Костас Ионович
Костас Ионович Прунскус — советский литовский хозяйственный деятель, Герой Социалистического Труда.

## Биография
Родился в 1917 году в Сляпщяе.
В 1949—1959 — колхозник, заместитель председателя колхоза «Тарибинис Артояс» Биржайского района Шяуляйской области Литовской ССР.
В 1959—1961 — председатель колхоза «Апащёс» Биржайского района Литовской ССР.
В 1961—1966 — работник Биржайского управления строительства мелиоративных сооружений.
В 1966—1979 — заведующий фермой колхоза «Тарибинис Артояс» Биржайского района Литовской ССР.
Указом Президиума Верховного Совета СССР от 28 августа 1950 года присвоено звание Героя Социалистического Труда с вручением ордена Ленина и золотой медали «Серп и Молот».
Умер в 1983 году в Кветкяляе.

## Награды и звания
- Герой Социалистического Труда (28.08.1950)
- Орден Ленина (28.08.1950)